# Woermanns Langzungen-Flughund
Woermanns Langzungen-Flughund (Megaloglossus woermanni), auch Afrikanischer Langzungen-Flughund genannt, ist eine kleine Flughundart, die im west- und zentralafrikanischen Regenwaldgürtel von Sierra Leone bis Uganda und auf der Insel Bioko im Golf von Guinea vorkommt.

## Merkmale
Woermanns Langzungen-Flughunde sind sehr klein und erreichen eine Gesamtlänge (Schnauzenspitze bis Schwanzende) von 6 bis 7,9 cm und eine Flügelspannweite von 22,5 bis 25,5 cm. Die Tiere sind dunkelbraun gefärbt, die Bauchseite ist etwas heller. Die Rückenhaare sind weich und etwa 6 bis 8 mm lang und hellbraun mit dunkelbraunen Spitzen. Männchen und Weibchen ähneln sich hinsichtlich ihrer Größe. Der Halskragen der Männchen ist weißlich, die Haare an Kehle, oberer Brust und Nacken sind orange. Charakteristisch für die Art sind die lange Schnauze und die lange (20 mm), schmale, in einer pinselartigen Spitze endende Zunge. Wie bei anderen nektarfressenden Fledertieren sind die Backenzähne sehr klein und funktionslos. Manchmal durchstoßen sie nicht das Zahnfleisch. Die Augen sind groß, die Ohren abgerundet und schwarz-braun gefärbt. Der Schwanz ist sehr kurz.

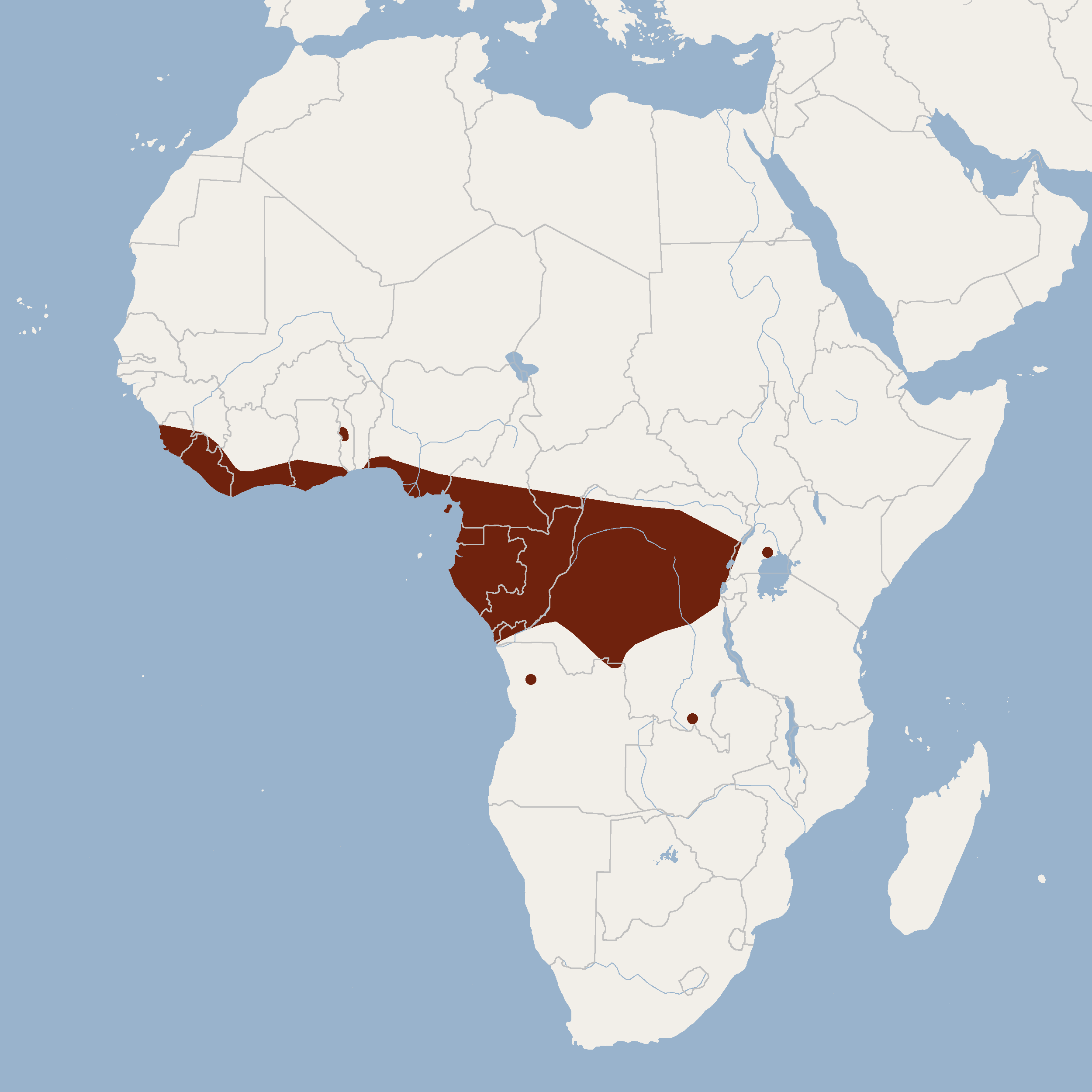
Verbreitungsgebiet

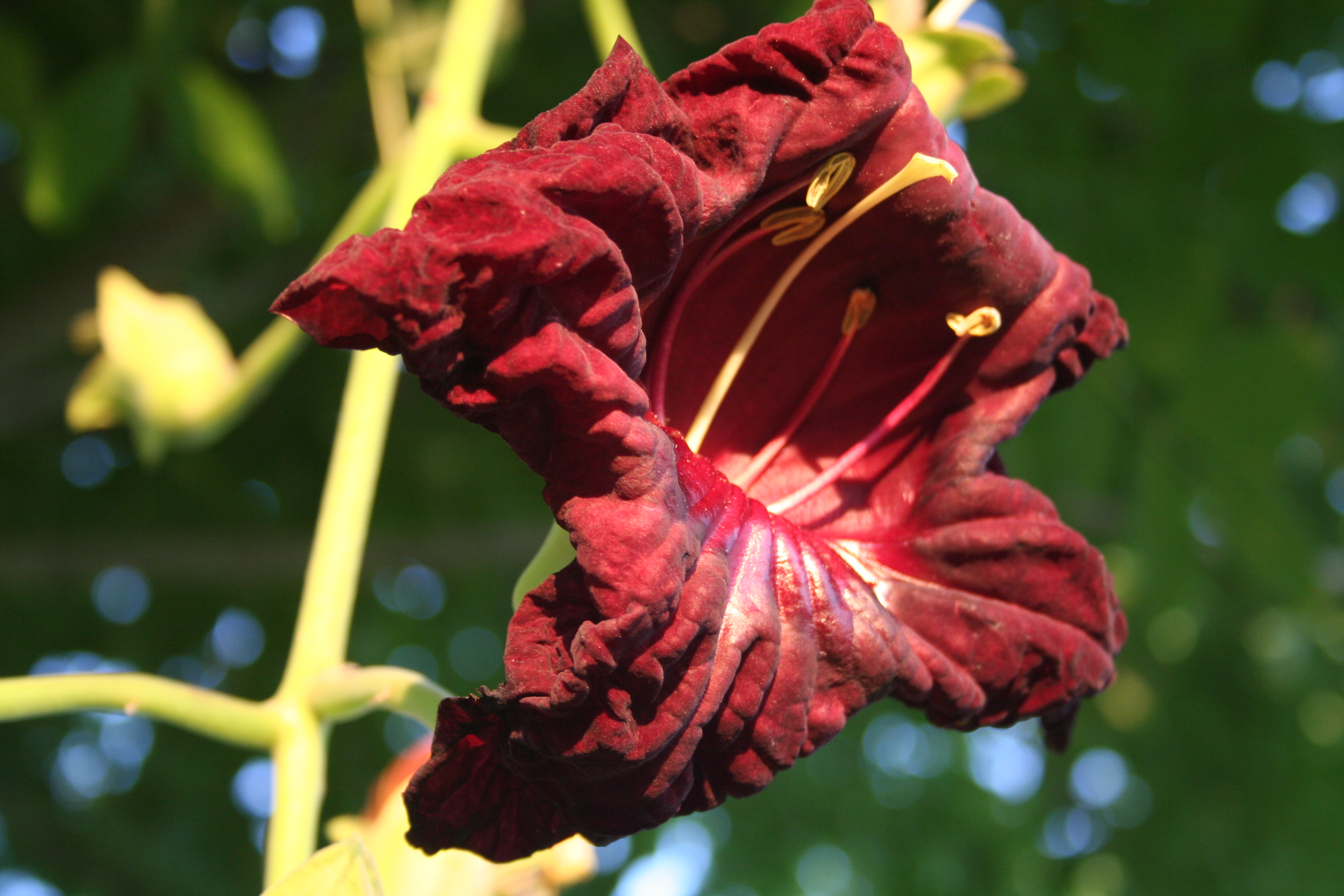
Blüte des Leberwurstbaums

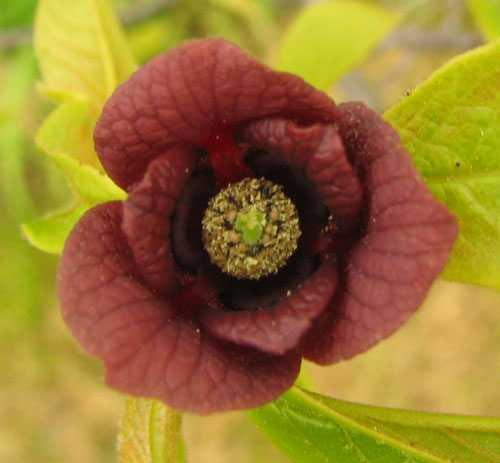
Blüte der Papau

## Lebensweise
Die Tiere leben in primären und sekundären Regenwäldern, auf Kahlschlägen, Bananenplantagen und anderen landwirtschaftlich genutzte Gebiete innerhalb von Regenwäldern und in Regionen, wo sich kleine Regenwälder mosaikartig mit Savannen abwechseln, auf Bioko auch in Afromontanen Wäldern bis in Höhen von 1400 Metern und in Bergregenwäldern mit viel Moosbewuchs bis in Höhen von 1800 Metern. Meist bewegen sie sich in den unteren Etagen der Wälder nur wenige Meter über dem Boden. Tagsüber schlafen sie im Blattwerk von Sträuchern, kleinen Bäumen und Bananen.
Woermanns Langzungen-Flughund ernährt sich vor allem von Nektar, daneben von Pollen. In Gefangenschaft gehaltene Tiere fraßen weder Früchte noch Insekten, tranken aber Honigwasser. Bei der Nahrungsaufnahme schweben sie nicht kolibriartig vor den Blüten wie die nektarfressenden amerikanischen Blattnasen (Phyllostomidae), sondern landen vorher in der Nähe der Blüten. Zu den Pflanzen die Woermanns Langzungen-Flughund zur Nektaraufnahme aufsucht zählen der Leberwurstbaum und die Papau. Da Nektar vor allem aus verschiedenen Zuckerarten besteht, die sofort verwertet werden, schwankt die Stoffwechselrate der Tiere stark. Ihre Körpertemperatur liegt normalerweise nur etwa 3 °C über der Umgebungstemperatur und während kühler Tage oder Nächte fallen sie in einen Topor, einen Ruhezustand mit abgesenkter Körpertemperatur. Die Weibchen bekommen pro Geburt ein einzelnes Jungtier, seltener zwei.